# فيكتور غرودوس
فيكتور غرودوس (بالنرويجية البوكمول: Victor Grodås)‏ هو لاعب كرة قدم نرويجي في مركز الدفاع، ولد في 9 ديسمبر 1991 في ليلستروم في النرويج. لعب مع نادي سوغندال لكرة القدم.

## وصلات خارجية
- فيكتور غرودوس على موقع اتحاد النرويج (النرويجية)
- فيكتور غرودوس على موقع قاعدة بيانات كرة القدم.إي يو (الإنجليزية)
- فيكتور غرودوس على موقع Soccerway.com (الإنجليزية)